# Carlos Oquendo de Amat
Carlos Oquendo de Amat (Puno, 17 de abril de 1905 - Guadarrama, 6 de marzo de 1936), es considerado uno de los mayores escritores peruanos de todos los tiempos y, junto con sus compatriotas José María Eguren, César Vallejo, Martín Adán, César Moro, entre otros, como uno de los más sobresalientes exponentes de la poesía contemporánea del Perú.

## Biografía
Carlos Oquendo nació en la ciudad de Puno a las orillas del Lago Titicaca, en el sureste del altiplano peruano, aproximadamente a 3.900 metros sobre el nivel del mar. Sus padres fueron el político y periodista Carlos Belisario Oquendo Álvarez, también afamado médico graduado en la Universidad de París, y Zoraida Amat Machicao, dama proveniente de una de las familias más prestigiosas del distrito de Moho.
Recibió una esmerada educación de parte de sus padres, lo que le permitió adquirir una sólida formación intelectual. A raíz de la persecución política a su padre, candidato progresista a diputado provincial, la familia se vio obligada a instalarse en Lima, en 1908, cuando el poeta contaba con tres años de edad, y entonces comenzaron las dificultades económicas. El médico Oquendo volvió a exiliarse en una provincia norteña (Pomabamba) en busca de trabajo, en vista de que el oficialismo le cerraba todas las puertas, quedando el pequeño Carlos al cuidado de Zoraida. 
La educación del poeta se desarrolló íntegramente en la capital, volviendo al terruño materno en esporádicas y breves ocasiones. Estudió la primaria en una escuela de Barrios Altos, un suburbio obrero colindante al centro de Lima y, posteriormente, gracias a una beca estatal, estudió la secundaria en calidad de alumno interno en el Colegio Nacional Nuestra Señora de Guadalupe (1917-1921), considerado entonces como el centro escolar más importante del país.
A raíz de su ingreso a la Facultad de Letras de la Universidad Nacional Mayor de San Marcos, en 1922, logró vincularse con el ambiente literario limeño y conoció a figuras como el narrador Manuel Beingolea, su amigo y benefactor, los hermanos poetas Enrique Peña Barrenechea y Ricardo Peña Barrenechea, los también vates Adalberto Vara Llanos, su más íntimo amigo y quien fuera introductor de la prosa surrealista en el Perú, Xavier Abril, Rafael Méndez Dorich. Otros amigos suyos fueron los escritores José Vara Llanos, hermano menor de Adalberto, Martín Adán, Armando Bazán, Jesús Burga de los Ríos, Carlos Schiaffino, Jorge Jiménez Monsalve, Ricardo Arbulú Vargas, el historiador Jorge Basadre y el dibujante Emilio Goyburu, autor este último del grabado que aparece en la carátula de 5 metros de poemas'.
A pesar de su carácter alegre y de vivir más o menos inmerso en su propio mundo poético, su vida estuvo jalonada por momentos trágicos que lo marcarían en el futuro. En 1918, a la muerte sorpresiva de su padre, hizo que las falencias económicas empezaran a agudizarse. En 1923 falleció Zoraida Amat Machicao, su madre, bisnieta del virrey Manuel de Amat y Junyent, mujer de reconocida belleza aunque sumida en sus últimos años en las garras del alcoholismo y otras enfermedades. Fue este el golpe más duro que al poeta le tocó soportar a lo largo de su breve vida. En estas circunstancias conoció a Xavier Abril, quien le permitió conocer círculos artísticos e intelectuales y le presentó a José Carlos Mariátegui.

## Obra poética
Su obra es de carácter claramente vanguardista, una de las que inauguran esta corriente literaria en el Perú. Cuando tenía entre 16 y 23 años, Oquendo de Amat escribió poemas que fueron publicados en distintas revistas, además de los 18 textos recogidos en su único poemario titulado 5 metros de poemas. Esta obra es una única hoja que mide aproximadamente cinco metros, desdoblable como un acordeón y que, al abrirse, deja ver el panorama de poemas que corren uno detrás de otro, a manera de una película de cine y en la que cada poema es una imagen casi onírica de un mundo extraño pero sugerente, fotogramas con escenas que se suceden de una belleza incomparable. La publicación de 5 metros de poemas  tuvo una distribución minoritaria y, en aquel momento, la crítica ignoró esta obra.
En algunos poemas utiliza el recurso de los caligramas que ilustran las imágenes poéticas que desea crear. Asimismo, hace referencia a la tecnología y la cultura de su tiempo. Sus poemas, influidos por el creacionismo y el ultraísmo, sorprenden así por su forma literalmente gráfica. Aunque también tiene poemas como «aldeanita» de sentida nota nativista o andinista, colorido y musical, al igual que un alegre huayno serrano. 
De espíritu soñador, su trabajo poético se expresó en su propia naturaleza interior, que le proporcionó sugestivas imágenes que, quién sabe, seguramente lo ayudarían a vivir. «Tuve miedo/ y me regresé de la locura», dice, o: «Se prohíbe estar triste». Pero también nos muestra imágenes de América. «El cielo de pie con su gorrita a cuadros/ espera/ los pasajeros/ DE AMÉRICA». La vanguardia llegó al Perú principalmente a través de Oquendo de Amat, cuyo libro se abría como un acordeón, y que era un objeto lleno de poemas, absolutamente diferente de los libros tradicionales, de tal modo, 5 metros de poemas escrito desde su adolescencia (algunos poemas figuran fechados con los años 1923 y 1925) y publicado por la editorial Minerva en 1929 (aunque aparece impreso con fecha del 31 de diciembre de 1927, lo cual parece ser que por razones monetarias no se concretó), siendo un libro que en su tiempo se incorporó desafiante a la corriente vanguardista, caracterizada de una intención renovadora, de avance y exploración, ya que después de la Primera Guerra Mundial se buscaron nacientes símbolos que pudiesen reflejar el camino de una nueva civilización social, artística y cultural. Oquendo de Amat sorprendió a todos con una obra de peculiares características: estaba presentado en papel continuo, plisado en partes iguales, que se desplegaba como film respondiendo dicho formato por exactos cinco metros. Ya en la primera hoja anunciaba: «abra este libro como quien pela una fruta».
Mención aparte merece la delicada sensibilidad de su composición "madre", poema cumbre de Oquendo que es comentado por Carlos Meneses: 

"Junto a esa mujer bella, que la pobreza derrotó, que la soledad y la incomprensión marchitaron, vivió Oquendo años de angustia, momentos dramáticos y humillantes. Sin embargo, en su canto, en su homenaje al recuerdo de su madre, no hay protesta. El dolor de aquellos años de adolescencia no está reflejado en estos versos. Y no es que el poeta se resigne, no es que cobardemente agache la cabeza, es que quiere ofrendarle amor a cambio del amor recibido. No anteponer lágrimas y angustias a esa majestuosa remembranza. "Tu nombre viene lento como las músicas humildes / y de tus manos vuelan palomas blancas". En la madre se reúne la ternura, la humildad, la divina paz simbolizada por las palomas. Ella lo es todo, justamente lo que ahora –cuando escribe– le falta. "Mi recuerdo te viste siempre de blanco / como un recreo de niños que los hombres miran desde aquí distante". Blanco representa pureza, quietud, serenidad, comprensión, hasta elegancia, y la madre está cubierta de todos esos atributos que semejan "un recreo de niños", o sea, el candor en su plenitud, y al que los hombres –contaminados de mundo, traspasados de ciudad– no se acercan"
(Tránsito de Oquendo de Amat).

En ese sentido, y tal como señala Ricardo Vitarnen, 5 metros de poemas posee un carácter lúdico, el cual brinda una importancia al objeto estético visual, pues tal como se ha mencionado previamente, esta obra emula un metraje cinematográfico. Los textos de esta obra poseen una estructura versal caligramática con verso libre.

## Influencia artística
La obra de Oquendo de Amat se desarrolló con influencia presurrealista, particularmente de André Breton. Asimismo, el poeta también fue influenciado por la poesía francesa de Arthur Rimbaud, Guillaume Apollinaire, Paul Éluard y Blaise Cendrars. Otros movimientos artísticos observados en la obra de Oquendo son el ultraísmo y el creacionismo.
La publicación de 5 metros de poemas tuvo relación con el empuje de la vanguardia internacional hispanoamericana. En Perú, al igual que en Chile, Uruguay o las Antillas, surgieron artistas vanguardistas y revistas relacionadas con este movimiento, como Jarana, Guerrilla, Hangar, Timonel, Rascacielos, Hélice, Boletín Titicaca y Amauta. Oquendo de Amat también participó directamente en la revista Hurra y en Celuloide, una de las primeras revistas de cine.
Oquendo de Amat se relacionó con otros artistas e intelectuales peruanos, como José María Eguren, Luis Valcárcel, Jorge Basadre, César Moro, Emilio Adolfo Westphalen y Xavier Abril.Estos últimos tres poetas, junto con Oquendo de Amat, participaron en una antología publicada en España, en 1970, la cual se tituló Surrealistas y otros peruanos insulares.

## Últimos años y legado
Se sabe que Oquendo de Amat viajó en 1929 a la ciudad de La Paz Bolivia, en donde fue encarcelado y luego expulsado por sus ideas políticas. En 1934 en la ciudad de Arequipa fue responsable del Partido Socialista Peruano, el cual fue fundado por el pensador marxista José Carlos Mariátegui, uno de los intelectuales más importantes del país. En aquel tiempo si bien nunca dejó de lado la poesía, Oquendo se dio íntegro a la militancia partidaria y a combatir las feroces dictaduras militares de Luis Sánchez Cerro y Óscar R. Benavides, sin embargo, en 1934 fue desterrado a Panamá.
En Panamá, el autor fue detenido por cuestiones políticas. Sin embargo, el escritor Diógenes de la Rosa le ayudó a continuar su viaje hasta París, aunque también se tiene registro de que estuvo en estuvo en Costa Rica y México. Su estancia en Francia fue corta, y, aconsejado por un funcionario, Oquendo de Amat viaja a España con la esperanza de encontrar una mejor estancia política y tratamiento contra la tuberculosis. 
Con la ayuda de Xavier Abril, Porras Barrenechea y otros amigos, el poeta se hospitalizó en el Hospital San Carlos de Atocha en 1936. Posteriormente, con la ayuda de sus amigos y de la Marquesa de la Conquista, fue trasladado al Sanatorio de Guadarrama, en la ciudad de Navacerrada, sierra de Guadarrama, el cual era considerado uno de los mejores hospitales en España para tratar la tuberculosis. A pesar de que hubo una mejoría en la salud del poeta, esta fue momentánea, y el poeta vuelve a pedir que sea trasladado a un lugar con más oxígeno. El estado del poeta era grave y deseaba ser trasladado, sin embargo, esto no era aconsejado por los médicos, debido a su condición crítica y el riesgo de que falleciera en el camino. El historiador Porras Barrenechea accede a su petición y envía a un estudiante de medicina peruano, quien llegó para certificar la muerte de Oquendo de Amat.
Poco tiempo después de la muerte del poeta empezó la guerra civil española y fue difícil encontrar la tumba de Oquendo de Amat. En 1972, con la ayuda de Vendrines, un antiguo funcionario de Navacerrada, se identificó la tumba del poeta, entre las numerosas lápidas sin nombre de un pequeño cementerio de esa ciudad. Posteriormente, el Instituto Nacional de Cultura del Perú se encargó de colocar una lápida de granito para el poeta.
¿Y cómo era Oquendo? Alberto Tauro del Pino nos dice: 

"Recuerdo a Carlos Oquendo de Amat como un personaje singular, inconfundible. De mediana estatura, delgado; sus hombros caídos afectaban una compleja actitud, que por igual trasuntaba cansancio o timidez; y siempre lucía pulcramente, aunque su atuendo mostraba las huellas del uso... A todos era evidente que su vida cotidiana transcurría entre dificultades. Muchos la reputaban desordenada, y más o menos envuelta en los delirios artificiales de la bohemia; otros se limitaban a juzgar que había algún misterio en su falta de ubicación precisa, así como en el nimbo trashumante de sus apariciones y ausencias".

Su amigo el poeta peruano Enrique Peña Barrenechea recordó a Oquendo con unos versos, que luego fueron añadidos a la lápida de su tumba:

Oquendo, tan pálido, tan triste,
tan débil, que hasta el peso
de una flor te rendía.
Obra Poética, 1977

Recién en los últimos años, es que se reconoce el valor de Carlos Oquendo de Amat a través de su trabajo literario, rompiendo las fronteras y siendo considerado pionero de la vanguardia de la Literatura latinoamericana. 
Su vida de soledad, pobreza y miseria, como un ejemplo "misterioso y lamentable" del destino de muchos jóvenes poetas latinoamericanos, que terminaron creando sin querer un mito con respecto a su vida, motivó al escritor peruano Mario Vargas Llosa a tomarlo como el poeta modelo en su discurso oficial en Caracas, cuando fue distinguido con el reconocido Premio Rómulo Gallegos el 4 de agosto de 1967. Leamos las palabras iniciales de ese discurso:

"Hace aproximadamente treinta años, un joven que había leído con fervor los primeros escritos de André Breton, moría en las sierras de Castilla, en un hospital de caridad, enloquecido de furor. Dejaba en el mundo una camisa colorada y "Cinco metros de poemas" de una delicadeza visionaria singular. Tenía un nombre sonoro y cortesano, de virrey, pero su vida había sido tenazmente oscura, tercamente infeliz. En Lima fue un provinciano hambriento y soñador que vivía en el barrio del Cercado, en una cueva sin luz, y cuando viajaba a Europa, en Centro América, nadie sabe por qué, había sido desembarcado, encarcelado, torturado, convertido en una ruina febril. Luego de muerto, su infortunio pertinaz, en lugar de cesar, alcanzaría una apoteosis: los cañones de la guerra civil española borraron su tumba de la tierra, y en todos estos años, el tiempo ha ido borrando su recuerdo en la memoria de las gentes que tuvieron la suerte de conocerlo y de leerlo. No me extrañaría que las alimañas hayan dado cuenta de los ejemplares de su único libro, enterrado en bibliotecas que nadie visita, y que sus poemas que ya nadie lee, terminen muy pronto trasmutados en "humo, en viento, en nada", como la insolente camisa colorada que compró para morir. Y, sin embargo, este compatriota mío había sido un hechicero consumado, un brujo de la palabra, un osado arquitecto de imágenes, un fulgurante explorador del sueño, un creador cabal y empecinado que tuvo la lucidez, la locura necesaria para asumir su vocación de escritor como hay que hacerlo: como diaria y furiosa inmolación".

## Ediciones de su obra poética
- 5 Metros de Poemas. Carátula de Emilio Goyburu. Lima, Editorial Minerva, 31-12-1927 [recién dada a conocer en 1929] (Edición príncipe).
- 5 metros de poemas. Lima, Editorial Decantar, 1969.
- Vuelta a la otra margen. Lima, Casa de la Cultura del Perú, 1970. (antología de poesía peruana, seleccionada por Mirko Lauer y Abelardo Oquendo, que contiene 5 metros de poemas además de cuatro poemas publicados solamente en revistas de la época; luego esta antología fue publicada en España con el título Surrealistas & otros peruanos insulares [Barcelona, Ocnos, 1973]).
- 5 metros de poemas. Lima, Petróleos del Perú, Editorial Ausonia Talleres Gráficos S. A., 1980. (Edición facsimilar).
- 5 metros de poemas. Prólogo de J. M. Gutiérrez Souza. Colofones de Carlos Meneses y J. Luis Ayala. Madrid, Editorial Orígenes S. A., Colección La Lira de Licario, 1986. ISBN 978-84-85563-50-0
- 5 metros de poemas. Presentación de Alberto Tauro del Pino. Lima, Municipalidad de Lima Metropolitana, Munilibros N.º 3, s/f [1986]. (Edición facsimilar).
- 5 metros de poemas. Puno, Grupo Lluxlla Editores, 1986.
- Voz de Ángel. Obra poética completa y apuntes para su estudio. Prólogo y colofón de Carlos Germán Belli. Lima, Editorial Colmillo Blanco, Colección de Arena, 1990.
- 5 metros de poemas. Presentación ("Oquendo de Amat: buen aventurero de emociones", pp. 7-16) por Daniel Salas Díaz. Lima, Pontificia Universidad Católica del Perú, Colección El Manantial Oculto 27, 2002.
- 5 metros de poemas. Madrid, Ediciones el Taller del Libro, Colección Poesía, 2004. ISBN 84-933844-1-0.
- 5 metros de poemas. Prólogo de J. Luis Ayala. Puno, Pro Cultura, Gobierno Regional de Puno, 2004.
- 5 metros de poemas. Lima, Arteidea Editores, 2005.
- 5 metros de poemas. Lima, Editorial Universitaria de la Universidad Ricardo Palma, 2005. (Edición facsimilar).
- 5 metros de poemas. Lima-Arequipa, Ediciones Aquelarre S. A. C., 2006. ISBN 978-612-45472-0-1 (Edición facsimilar).
- 5 metros de poemas. México D. F., Textofilia Ediciones, 2009. ISBN 978-607-7818-01-4
- 5 metros de poemas. Puno, Qhala Editores, 2011. (Edición facsimilar).
- 5 metros de poemas y otros textos. Presentación ("Carlos Oquendo de Amat visto desde la poética del juego") y edición de Sylvia Miranda. Lima-Ica: biblioteca Abraham Valdelomar, diciembre de 2012. 76 pp. (Colección La Fuente Escondida; 3). [Contiene: reproducción facsimilar de la edición príncipe de 5 metros de poemas, textos aparecidos en publicaciones periódicas entre 1923 y 1929 en reproducción facsimilar ("Naturaleza", "Fotografía universal", "El hombre que no tenía espaldas", "Lluvia", "Canción de la niña de Mayo", "Poema surrealista del elefante y del canto", "Poema de la niña y de la flor" y "El ángel y la rosa"), fragmentos y poemas no terminados, versos sueltos y dos prosas ("Nueva crítica literaria" y reseña al libro Los sapos y otras personas de Alberto Hidalgo (1927)].
- 5 metros de poemas. Lima, Ediciones Librería Contracultura, 2013.
- 5 metros de poemas. Edición de Cecilia Podestá. Lima, Máquina Purísima Ediciones, 2014. (Edición facsimilar).
- 5 metros de poemas. Lima, Ediciones Rupestre, 2018.
- 5 metros de poemas. Lima, Lluvia Editores, 2018.

## Traducciones a otros idiomas
- Five Meters of Poems. Traducción al inglés por David M. Guss, con xilografías de Antonio Frasconi. Isla Vista, California, Turkey Press, 1986.
- Poesía Completa. Traducción al asturiano por Vicente García Oliva. Asturias, Academia de la Llingua Asturiana, Colección Llibrería Académica 1993. ISBN 978-84-8168-000-3
- 5 metros de poemas / 5 metri de poesie. Traducción al italiano por Riccardo Badini. Italia, separata de la revista In Forma di Parole, 2003. (Edición bilingūe italiano-español).
- 5 Meters of Poems. Traducción al inglés por Joshua Beckman y Alejandro de Acosta. Brooklyn, New York, Ugly Duckling Presse, 2010. ISBN 978-1-933254-59-3 (Edición bilingūe español-inglés)  Archivado el 1 de septiembre de 2012 en Wayback Machine.

## Libros sobre el autor
- Carlos Meneses. Tránsito de Oquendo de Amat. Las Palmas de Gran Canaria: Inventarios Provisionales Editores, 1973; 227 pp.
- José Luis Ayala. Carlos Oquendo de Amat. Cien metros de biografía y poesía de un poeta vanguardista itinerante. De la subversión semántica a la utopía social. Lima: Editorial Horizonte, 1998; 476 pp.
- Omar Aramayo (y) Rodolfo Milla. Carlos Oquendo de Amat. Cien años de poesía viva 1905-2005. Lima: Fondo Editorial Cultura Peruana, 2004; 134 pp.
- Rodolfo Milla. Oquendo. Tomo I. Lima: Hipocampo Editores, 2006; 698 pp.
- Selenco Vega Jácome. Espejos de la modernidad: Vanguardia, experiencia y cine en 5 metros de poemas. Lima: Universidad San Ignacio de Loyola, 2010; 158 pp.  Archivado el 12 de agosto de 2014 en Wayback Machine.

## Tesis académicas sobre el autor
- Ana María Rocha. El espacio y la significación en 5 metros de poemas de Carlos Oquendo de Amat. (Tesis de bachillerato). Lima: Pontificia Universidad Católica del Perú, 1972.
- Omar Aramayo. Indagando el fetiche. Vida y obra de Carlos Oquendo de Amat. (Tesis de doctorado). Arequipa: Universidad Nacional de San Agustín, 1977.
- Carlos Germán Belli. La poesía de Carlos Oquendo de Amat. (Tesis de doctorado). Lima: Universidad Nacional Mayor de San Marcos, 1980.
- Rufino Pacompia Hualpa. Características del vanguardismo de Carlos Oquendo de Amat. (Tesis de licenciatura). Puno: Universidad Nacional del Altiplano, 1992.
- José Miguel Vásquez Agüero. "Experiencia Cinemática en 5 Metros de Poemas de Carlos Oquendo de Amat". (Tesis de Licenciatura). Lima, Universidad Nacional Mayor de San Marcos, 2,010.